# Bernhard Wachowsky
Bernhard Julius Wachowsky (* 1. August 1892 in Münster; † 19. Juni 1977 in Bonn) war ein katholischer Prälat in Funktion des Seelsorgers des Diplomatischen Korps in Bonn sowie Historiker, geistlicher Schriftsteller mit Schwerpunkt Dogmatik/Fundamentaltheologie, Autor des Pastoralblattes, Kolumnist der Kirchenzeitung (Erzbistum Köln) und Sprecher der ARD-Sendereihe Das Wort zum Sonntag.

## Leben
Wachowsky empfing 1916 die Priesterweihe. In den Jahren 1916–1938 bekleidete er verschiedene Stellen, bis er von 1938 bis 1955 als Pfarrer in der Bonner Gemeinde St. Marien wirkte. 1955–1956 war er Leiter der Abteilung Seelsorgefragen im Generalvikariat des Erzbistums Köln, von 1955 bis 1962 war er Seelsorger für ausländische Studenten an der Universität Bonn, spätestens im Jahre 1958 auch für das Diplomatische Korps in Bonn.
1962 erfolgte seine Ernennung zum Erzbischöflichen Rat und Prälat.

## Persönliches
Wachowsky hielt während des Zweiten Weltkriegs regen Kontakt mit seiner Schwester Maria Aurelia in Polen und korrespondierte zum Zwecke der Friedenswiederherstellung mit dem Erzbischof und Generalvikar von Köln. Das brachte ihm mehrere Vorladungen bei Gestapo und Justizbehörden während der NS-Zeit ein, jedoch ohne ernsthafte Konsequenzen. Dennoch verhalf ihm sein Engagement im Nachkriegsdeutschland zu einer erhöhten Glaubwürdigkeit sowie zu Freundschaften wie der mit Bundespräsident Heinrich Lübke und Ehefrau. Obwohl später als NS-Kollaborateur von seinen politischen Gegnern angegriffen, saß Lübke, Hauptmann der Reserve, NS-Vermessungsingenieur und -Bauleiter über 20 Monate als politischer Gefangener in einem Gefängnis nahe Köln ein. Dort kam es zum Kontakt mit Wachowsky, der in der Seelsorge des Komplexes aushalf.
Als Seelsorger und Freund hatte Prälat Wachowsky erheblichen Einfluss auf die deutsche Schriftstellerin Henriette Brey, wie sie in ihrer Autobiographie berichtet.

## Ehrungen
- 1966: Bundesverdienstkreuz (Großes Verdienstkreuz)

## Werke
- Dokumentation: Fliegeralarme in Bonn 1939-1945[4]
- Aphorismensammlung: Lebensweisheiten[4]
- Predigtsammlung: Vorlagen für Predigten über die heiligen zehn Gebote Gottes, 1946, Verf.: Bernhard Wachowski[sic!], Erzbischöfliches Seelsorgeamt Köln (Hrsg.)[6]